# Guilherme Barroso
Guilherme Henrique de Jesus Barroso (Cascais, Cascais, 16 de abril de 1986) é um ator português.

## Biografia
Começou a sua formação em 2005 na In Impetus. Em 2010, integrou o curso anual pós-laboral na EFT-Escola de Formação Teatral tendo por formadores: Jonh Frey, Suzana Borges, Maria João da Rocha Afonso, David Chan, entre tantos outros. Destaca ainda a formação  com Antonino Solmer, Sofia Cabrita, Ana Piu, Vera Fontes, Jorge Parente e Lenard Petit em técnicas de teatro físico, tais como: Grotowski, Máscara, Jacques Lecoq, Clown, Zygmunt Molik e Michael Chekhov. Participou em workshops com Marcia Haufrecht, Robert Castle, Tomi Janezic, entre outros. Ingressou no Curso de Cultura Teatral: Do Teatro Clássico ao Renascimento desenvolvido pelo Teatro D.Maria II.
Em Teatro trabalhou com encenadores como: Ana Padrão, Ávila Costa, Guilherme Filipe João Ferrador, João Nuno Esteves, José Boavida, Miguel Germano, Patricia André, Pedro Marques e Phillippe Leroux, em espetáculos de autores como: José Saramago, Bernardo Santareno, Gary Owen, Karl Valentim, Stefan Zweig, Fiódor Dostoiévski...
Em 2015 integrou o elenco do espetáculo E Morreram Felizes para Sempre interpretando a personagem de D. Pedro, nomeada para Globo de Ouro na categoria de Melhor Espetáculo.
Em Cinema integrou As Maltratadas de Ana Campina galardoada no Brasil Hollywood Film Festival, Dream of Passion de André Miranda, que arrecadou o 1º prémio da Canon no evento Estoril Film Festival, entre outros.
Integrou elencos de novelas: Ninguém como Tu, Diário de Sofia, Morangos com Açúcar, A Outra... Participando também em projetos como: Coração D’Ouro, Liberdade 21, Deixa que te leve, Os Filhos do Rock, Ministério do Tempo, entre outros.
Desde 2011 que dá voz a inúmeras personagens de séries e filmes de animação.

## Formação
2015         
Workshop Michael Chékhov Technique para Actores com Lenard Petit, Act, 8H
Workshop de Movimento com Catarina Trota, JM, 75H
2014         
Laboratório Interdisciplinar de Criação Teatral com Nuno Nunes, Propositário Azul, 49H
Workshop para Actores com Tomi Janezic, Act, 24H
Breve Seminário de Encenação com António Simão, Artistas Unidos, 21H
2011         
Workshop sobre o método Lee Strasberg com Robert Castle, Companhia Clara Andermatt, 77H
Curso de Cultura Teatral: Do Teatro Clássico ao Renascimento com Maria de Fátima Sousa e Silva, Cristina Pimentel, Aires Pereira do Couto, Teresa Amado, José Camões, Idalina Resina Rodrigues, Maria João Almeida, Maria Helena Serôdio, Teatro Nacional D.Maria II
Curso Formação Para Actores com Ana Leonor Pereira, Antonino Solmer, John Frey, Rui de Sá, Suzana Borges, Jorge Parente, David Chan, entre outros, Escola Formação Teatral, S.I.G.C 425H
2009         
Workshop sobre o método Lee Strasberg com Márcia Haufrecht, Inatel, 20H
Workshop Casting com José Lobato, On-Stage/Á procura de Shakespeare, Teatro da Trindade, 48H
2006
Workshop Ensaio sobre a Comédia com José Lobato, S.I. Guilherme Cossoul – 30H
Seminário de Técnica de Meisner com Antony Dune, In Impetus, 12H
Curso de Formação de Actores com António Silva, Artur Lopes, Ávila Costa, David McGown, Mestre Eugénio Roque, Mário Bomba, Sofia Cabrita, entre outros, In Impetus, 480H

## Televisão
2017         
Ministério do Tempo, Juan, Justall
2016       
Única Mulher, Duarte, Plural
Coração D’Ouro, Horácio, SP Televisão
2013        
Os Filhos do Rock, Zé, Stopline
2011        
O amor é um sonho, Jorge, Plural
2009       
Ele é Ela, Ladrão, Plural
Deixa que te leve, Artur, Plural
2008        
Liberdade 21, Tiago, Sp Televisão
A Outra, Ricardo, Nbp
2007        
Morangos com açúcar, série IV, Rodrigo, Nbp
2006        
Diário de Sofia, Leonardo, beActive
2005        
Ninguém como tu, Henrique, Nbp

## Dobragens
2017          A Bela e o Monstro ; Next Step; Star Wars; Lego Nexo Knight; Free Rein; Supa Strikas; Tangled; Lab Rats; Ben10: Alien World;
2016          Soy Luna; Águia Vermelha;  Power Rangers: Super Mega Force; Xavier; Turbo; Ben 10; Clarence; Nós os ursos; Avengers; Miraculous: As Aventuras de Ladybug;
2015          Artur; Sonic and Knuckels; Austin e Ally; Russel Madness; Coruja e Companhia; O Gato da Cartola; Fish and Ships; As Aventuras de Max: Atlantis; Xavier; Nós os Ursos; Lego Knights; Wild Grinders; Monster High;
2014       Boyster; Clarence; Vai Tonico vai!; Rocket boy; Lanterna Verde; Robocar; Kerubim; Ilha dos Desafios: All Stars; As aventuras do Max: Magilika; As aventuras de Billy e Mandy; Ben10, Monster high; Sam Fox; Primos Radicais;
2013        Histórias Horríveis; Powerpuff Girls Z; Rex: O cão policia; As aventuras do Max: e os dinossauros
2012         A Rua Sésamo: As grandes aventuras do Egas e do Becas; A Rua Sésamo: Brinca comigo; As aventuras do Max: O início; As aventuras do Max: Elemagika
2011      A Rua Sésamo: Karaoke; A mágica aventura do dia das bruxas, Ser Verde, Qual é o nome desta canção; Robbie – a Rena: Botões de fogo, E os cascos de fogo, Encontros inusitados de um tremendo grau, A lenda perdida; O meu amigo gigante; Moko, o jovem explorador (narração)

## Cinema
2016          Carne Viva, Média-Metragem, dir. Ricardo Neves, OPTEC
2012         A Dream of Passion, Curta-metragem, Pedro, dir. André Miranda (Selecionada para o Filofest e 1º Prémio Canon-1Frame no Estoril-Lisbon Film Festival)
2011         Retro, Curta-metragem, Carlos Bengala, dir. David Gonzalez, 48 Hour Film Festival
2008         As Maltratadas, Curta-metragem, Javier, dir. Ana Campina (Best short movie in Hollywood Brazilian Film Festival e seleccionada para os festivais internacionais de São Paulo, Montreal, Irlanda)

## Teatro
2017          O Misantropo de Menandro, enc. Silvina Pereira, Teatro Maizum
Cluedo 1908, Don’Adelaide produções
2016          Dizem que os milagres existem de Fiódor Dostoiévski, enc. Guilherme Filipe, Comuna
                   Gangsters na Broadway, enc. Eduardo Gaspar, Artfeist
                   Carta de Uma Desconhecida de Stefan Zweig, enc. Patricia André, Beladona
2015          E Morreram Felizes Para Sempre de Nuno Moreira, enc. Ana Padrão, Goosebumped Lda
2014         Memorial do Convento de José Saramago, enc. João Nuno Esteves, Casa dos Afectos
2013          Felizmente há Luar! de Luís de Sttau Monteiro, enc. João Nuno Esteves, Casa dos Afectos
2012        Frei Luís de Sousa de Almeida Garrett, enc. João Nuno Esteves, Casa dos Afectos
2011        Tempos Modernos de Karl Valentin, enc. Pedro Marques, S.I.G.C
O Rei Vai Nú, enc. Philippe Leroux, Aud. Lourdes Norberto
Ferro Velho, enc. José Boavida, S.I. Guilherme Cossoul
2010         Natal na floresta, enc. José Lobato, Á Procura de Shakespeare
Vista sobre o mar de Knarf van Pellecom, enc. José Boavida, Teatro Mínimo
O Mundo Submersode Gary Owen, enc. Pedro Marques, Teatro Mínimo
Saved de Edward Bond, leitura enc. Pedro Marques, Teatro Nacional D. Maria II
2009         Natal dos Bonecos, enc. José Lobato, Á Procura de Shakespeare
O Duelo enc. Philippe Leroux, Teatro Mínimo, S.I. Guilherme Cossoul
Viveiro de loucos, enc. José Lobato, Á Procura de Shakespeare, Centro Cultural Ílhavo
2008         Aparências de Knarf van Pellecom, enc. José Boavida, Teatro Mínimo
Bairro Solidão enc. Miguel Germano, Quem não tem cão
Anjos Marginais textos de Bernardo Santareno, enc. João Ferrador, Alto do Pina
2006        Antígona… Infame, enc. de Pedro Barão e Ávila Costa, In Impetus, Clube Estefânia
Lendas de sua majestade – o Rei, enc. Hélder Chainho – Teatro Bocage
A Marcha de Alberto Adelanche, enc. Ávila Costa, In Impetus, Clube Estefânia
Encenação
2013         As Aventuras de João Sem Medo de José Gomes Ferreira, Casa dos Afectos
2012         Descobre a Tua Boca! de Erica Rodrigues, Teatro Levantado a 2
2011         Dog park or Sexual Perversity in Magnuson de Dennis Schebetta, Culturona
Assistência de Encenação
2013          Devassas de Luis Miguel Viterbo, enc. Pedro Carraca, Escola Formação Teatral
2012          Terrorismo de Irmãos Presnyakov, enc. Pedro Carraca, Escola Formação Teatral 
2010          Vista sobre o mar de Knarf van Pellecom, enc. José Boavida, Teatro Mínimo, S.I.G.C

## Publicidade
2017          Cetelem, Trix
2016          MOTELX 10 anos, Take it Easy
Booking: Cycling, Page International
Co-Op, Page International
Cetelem, Showoff
2014        Tantum Verde: Casamento, Arizona Filmes
OK Teleseguro: Birra, Zoe Filmes
OK Teleseguro: Namorados, Zoe Filmes
2010         Vodafone: Arvore, StopLine
2007         Ikea: Troca
2006         McDonalds: Monopoly, Montaini
2004         EDP: Sorrisos, Tangerina azul